# Alejandro Díaz Cabeza de Vaca
Alejandro Díaz Cabeza de Vaca (ur. 1784, zm. 1883) – gwatemalski polityk, tymczasowy prezydent Gwatemali od 15 sierpnia do 12 października 1824, gdy ten kraj był częścią Zjednoczonych Prowincji Ameryki Środkowej.